# Jürgen Trattner
Jürgen Trattner (* 13. Juli 1969) ist ein ehemaliger deutscher Eishockeyspieler, der auf der Position des Stürmers spielte. In der 1. Bundesliga war er für die Starbulls Rosenheim und in der Deutschen Eishockey Liga für die Hannover Scorpions aktiv.

## Karriere
Trattner spielte ab der Saison 1986/87 fünf Spielzeiten für den SB Rosenheim in der 1. Bundesliga. 1987 vertrat er die Westdeutsche Nationalmannschaft bei der Junioren-Europameisterschaft. 1991 bis 1994 spielte Trattner drei Jahre in der 2. Bundesliga, zunächst für den SV Bayreuth in der Saison 1991/92 und anschließend für den EC Kassel im Jahr 1992/93 sowie den Augsburger EV im Spieljahr 1993/94. Es folgten vier Spielzeiten in der 1. Liga Nord, wo Trattner 1994/95 beim EHC Neuwied das Amt des Mannschaftskapitäns innehatte. 1995/96 schnürte er für den ESC Wedemark die Schlittschuhe, bevor er ein Jahr später für zwei Spielzeiten beim Lokal- und Ligakonkurrenten EC Hannover unterschrieb. Auch zur Saison 1998/99 spielte Trattner in Hannover, nun allerdings für die Hannover Scorpions aus der Deutschen Eishockey Liga. Nach nur einer Spielzeit bei den Scorpions, wechselte der Stürmer zum EHC Straubing in die Oberliga Süd und erneut eine Saison später zu den Hamburg Crocodiles in die Oberliga Nord. Seine Karriere beendete Trattner in der Saison 2002/03 bei den Wedemark Farmers in der Regionalliga. 

## Erfolge
- 1989 Deutscher Meister mit dem Sportbund Rosenheim
- 1994 Meister der 2. Bundesliga mit dem Augsburger EV